# Airbus A330neo
Pour les articles homonymes, voir A330 (homonymie).
Dimensions
L'Airbus A330neo (« neo » pour « New Engine Option ») est un avion de ligne à réaction gros-porteur développé par Airbus. Lancé le 14 juillet 2014 lors du salon aéronautique de Farnborough, la version remotorisée de l'Airbus A330 est destinée à compléter l'offre de l'A350 pour mieux concurrencer le 787 de Boeing.
L'avion se décline en deux versions, l'A330-800 d'une autonomie de 15 100 km (8 150 milles marins) pouvant accueillir 257 passagers, et l'A330-900 d'une autonomie de 13 300 km (7 200 milles marins) pouvant accueillir 287 passagers, succédant respectivement aux A330-200 et A330-300.

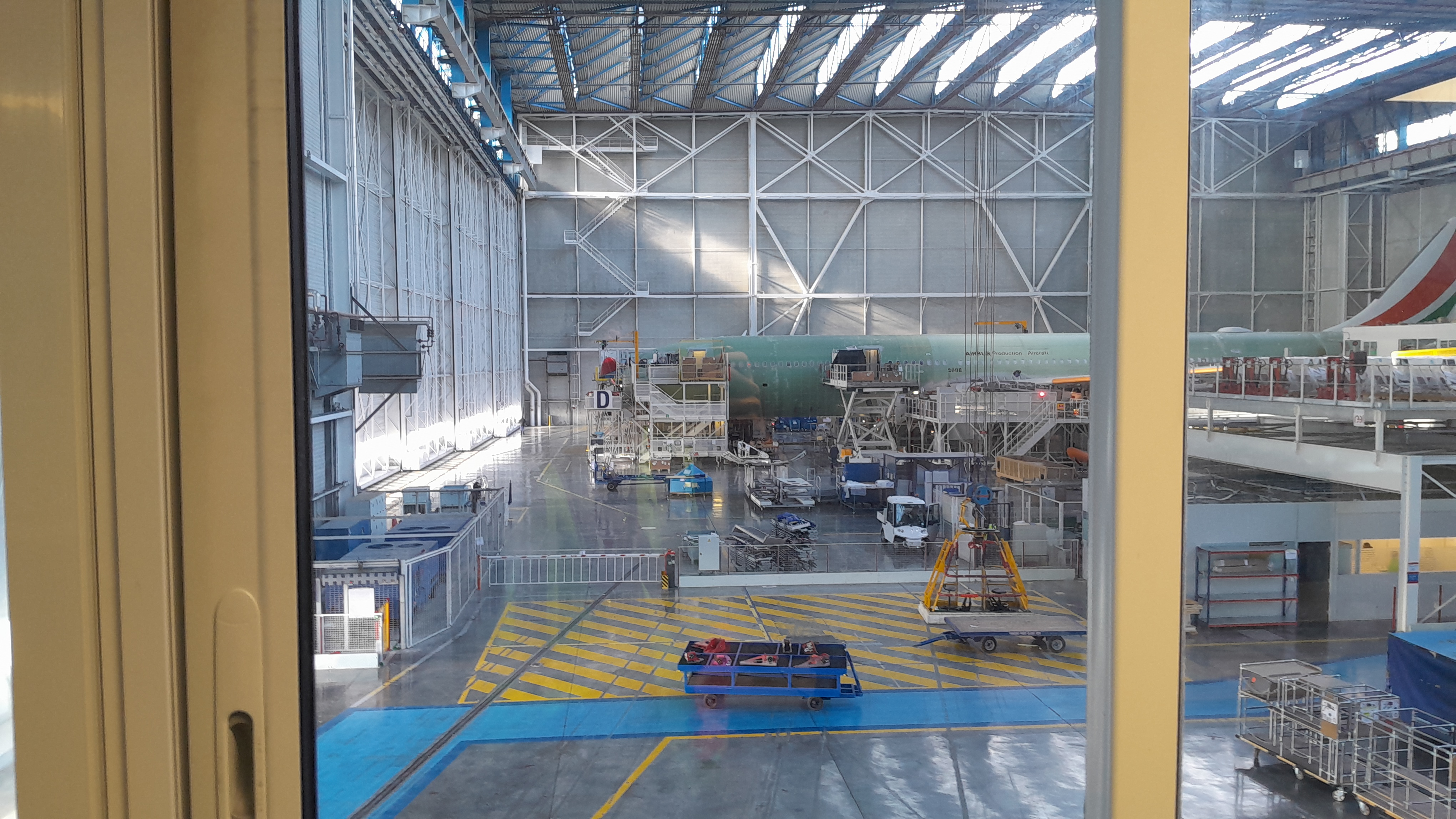
A330-800neo

Le A330-900 a effectué son vol inaugural le 19 octobre 2017, a reçu son certificat de type EASA le 26 septembre 2018 et a été livré pour la première fois à TAP Air Portugal le 26 novembre. Le A330-800 a effectué son premier vol le 6 novembre 2018 et a reçu son certificat de type, délivré conjointement par l’EASA et la FAA, le 13 février 2020.

## Développement

### Études
Lors du lancement du Boeing 787 en 2004, la réponse d’Airbus était au départ un A330 amélioré, mais en raison des réactions négatives de la part des compagnies aériennes et des loueurs, il a été décidé à la mi-juillet 2006 d'en revoir le concept et de le munir d'un fuselage plus large, à la fois par rapport aux A330 et A340, créant alors l’A350 XWB. Après le lancement de l’A320neo en décembre 2010 suivi de son succès commercial, le PDG d’AirAsia, Tony Fernandes, a émis le souhait d'un A330 réaménagé. De nouveaux moteurs comme le GEnx ou le Rolls-Royce Trent 1000 mis au point pour le 787 pourraient offrir une amélioration de la consommation de carburant de 12 % à 15 % et des ailettes de bout d'aile d'au moins 2 %.
Selon le directeur des ventes d'Airbus, John Leahy, le prix d'achat au plus bas d'un A330, même sans nouveaux moteurs, rend le coût économique de l'achat d'un A330 compétitif sur les liaisons de distances moyennes par rapport à celui du Boeing 787. Un A330neo accélérerait alors la disparition de l’A350-800 de taille similaire. Airbus envisagea également de réaménager l’A380 avant d'abandonner l'idée, ne souhaitant pas concevoir deux programmes de modifications majeures simultanément.
En mars 2014, Delta Air Lines manifeste son intérêt pour l'A330neo afin de remplacer ses Boeing 767-300ER vieillissants, âgés pour la plupart de plus de vingt ans. Le CIT Group estime que, sur le marché des 250-300 places, un A330neo permet de rentabiliser des gammes plus courtes où les A350 et Boeing 787 — plus longs — ne sont pas optimisés. Steve Mason, vice-président de CIT pour l'analyse des aéronefs, a déclaré : « L'A350-800 n'est pas aussi rentable que souhaité ». Steven Udvar-Hazy, président-directeur général d’Air Lease Corp., a déclaré : « Nous ne pensons pas qu’il soit rationnel de prendre les A350-800 et A330neo [...] Je ne vois pas l’A350-800 survivre s’ils réalisent l’A330neo ».
Les vols AirAsia X à destination de Londres et de Paris à partir de Kuala Lumpur ont été supprimés en 2012 car leurs Airbus A340 consommaient trop de carburant. La compagnie affirme qu'elle rouvrira cette route avec les nouveaux A330. Alors qu'Airbus augmente progressivement la production du nouvel A350, le prolongement de la production de l'A330 pourrait contribuer à maintenir la rentabilité. Emirates ayant annulé 70 commandes d’Airbus A350, Airbus a indiqué qu’elle poursuivait ses travaux de reconfiguration de l’Airbus A330, plus petit.

### Lancement

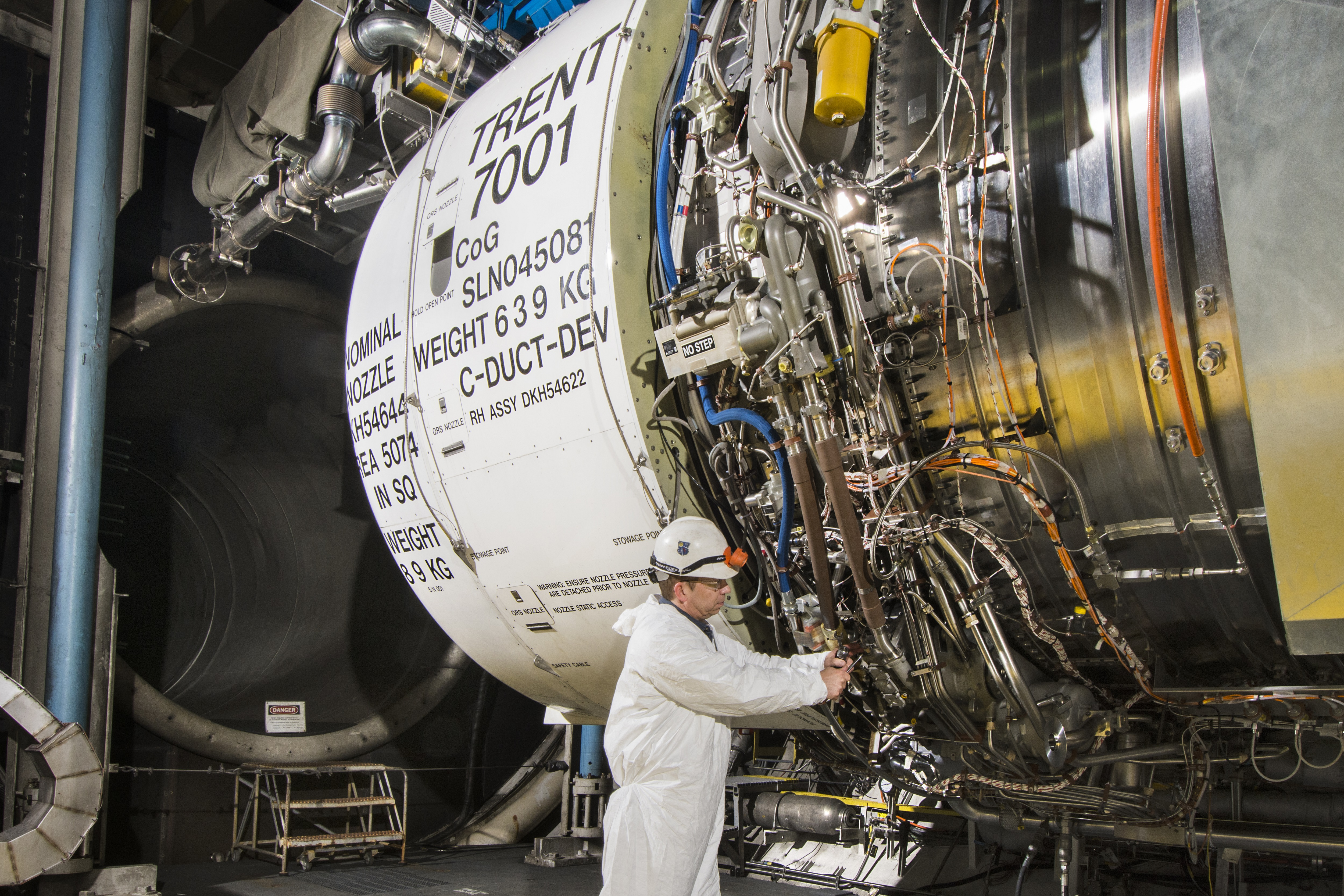
Le Rolls-Royce Trent 7000 à l'essai au complexe de développement technique Arnold.

Le 14 juillet 2014, au salon aéronautique de Farnborough, Airbus annonce le lancement du programme A330neo, l'entreprise espérant vendre 1 000 A330neo au cours des prochaines années. L'avion sera propulsé par le nouveau Rolls-Royce Trent 7000, à la base du Trent 1000, aux pylônes redessinés, bénéficiant également des évolutions apportées au Trent XWB pour le rendre plus efficace et plus silencieux que le Trent 700. Offrant une économie de carburant de 14 % par siège par rapport à la précédente génération de l'A330, une des modifications prévoit une réduction de la masse totale de 800 kg et une augmentation du rayon d’action de 640 km. Bien que 95 % des pièces soient communes à l’A330neo, les coûts d'entretien seront moins élevés. Les nouvelles ailettes de bout d'aile, plus larges de 3,7 mètres et similaires à celles de l’A350 XWB, respectant toujours les exigences de l’OACI pour les aéroports de catégorie E, ainsi que de nouveaux pylônes de moteur, amélioreront l’aérodynamique de 4 %.
Ses coûts de développement auront un effet d'environ -0,7 % sur l'objectif de rendement des ventes d'Airbus entre 2015 et 2017, estimé à 2 milliards de dollars (1,18 milliard de livres sterling). Airbus pense que la réduction des coûts d'investissement fait de l'A330neo l'avion gros-porteur moyen-courrier le plus rentable du marché. Airbus affirme pouvoir poursuivre la demande de 4 000 avions et indique qu'il existe un marché ouvert pour 2 600 avions qui ne sont pas encore pris en charge et dont les opérateurs utilisent déjà des A330. Les modifications aérodynamiques prévoient une optimisation des ailes en portant l'envergure à 64 mètres, soit 3,7 mètres de plus que la version existante, avec l'installation d'ailettes marginales dérivées de celles de l'A350.
Pour Ed Greenslet de l'Airline monitor, l’A330neo serait bien plus rentable sur les vols courts (moins de 15 000 km) contrairement à l’A350 et au Boeing 787, qui sont donc moins économiques sur ce type de trajet. Un A330neo bénéficierait instantanément d'un monopole sur son segment, le Boeing 767 étant essentiellement hors de production, le Boeing 757 n'étant pas remplacé, tandis que l'A321neo et le 737-9 sont plus petits et ont une portée moindre. Le lancement de l'A330neo éliminerait probablement le plus petit A350-800.
John Leahy estime que l’A330-900 aura des coûts d’exploitation équivalents à ceux du 787-9, mais sera disponible à un coût en capital inférieur de 25 % et pourra atteindre un taux de production de 10 par mois dès le début de la production. Les deux variantes de l'A330neo doivent avoir une masse maximale au décollage de 242 tonnes. Ce concept a été gelé à la fin de 2015.
Le vice-président de Boeing et président-directeur général de Boeing Commercial Airplanes Ray Conner, qualifia l’A330neo de refonte de la version de 2004 ne pouvant pas correspondre aux coûts d’exploitation directs du 787.

### Production

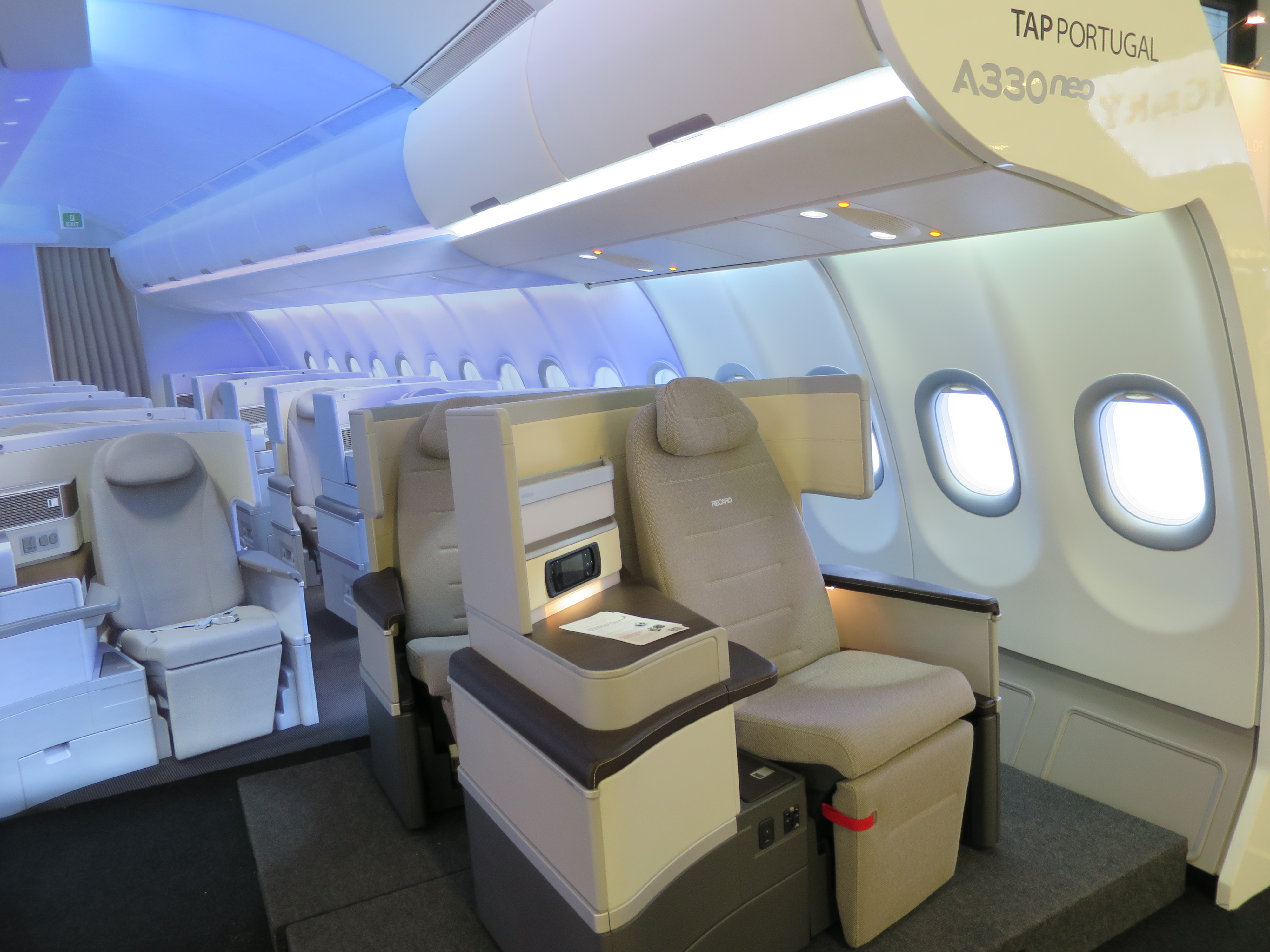
Maquette intérieure de TAP Air Portugal à l'ITB Berlin 2017.

Le 7 septembre 2015, Airbus annonce le début de production de l'aéronef avec la construction de son caisson central de voilure et de son mât réacteur. L'assemblage final du premier avion, un A330-900, débute en septembre 2016 sur le site d'assemblage de Toulouse-Blagnac avec la jonction du fuselage central de la station 40 et des ailes. En décembre 2016, le programme avait pris six semaines de retard en raison du développement marginal du moteur de Rolls-Royce, et le client de lancement, TAP Air Portugal, tablant pour une livraison inaugurale en mars 2018.
Le premier avion quitte l'atelier de peinture en décembre 2016, dans l'attente de ses moteurs. Son premier vol est retardé jusqu'en septembre 2017 après l'installation des Rolls-Royce Trent 7000 pendant l'été. Après ce délai, TAP Air Portugal devrait recevoir le premier A330neo à la fin du premier semestre de 2018, voire au troisième trimestre. Les moteurs ont été expédiés à Airbus en juin. L’avion complet équipé de moteurs a été présenté à Toulouse en septembre avant son premier vol.
Les principales structures du premier A330-800 étaient entrées en production en octobre 2017 : des dispositifs hypersustentateurs sont installés dans l'aile à Brême, des sections de fuselage sont construites à Hambourg, un caisson d'aile central à Nantes, des pylônes de moteur en titane à Toulouse et des ailerons de saumon en Corée. Son assemblage final a débuté en novembre 2017 et devrait se dérouler comme prévu pour son premier vol à la mi-2018. L'assemblage structurel a été achevé en février 2018 ; ses instruments de test en vol ont été installés et attendent ses moteurs avant le programme de tests en vol de 300 heures. À ce moment-là, la production des avions sur la chaîne de montage finale a accéléré et le premier intérieur de cabine « Airspace » a été installé.
En 2019, la production d'A330 est établie à 50 livraisons, dont plus de la moitié sont avec la dernière version motorisée.

### Essais en vol

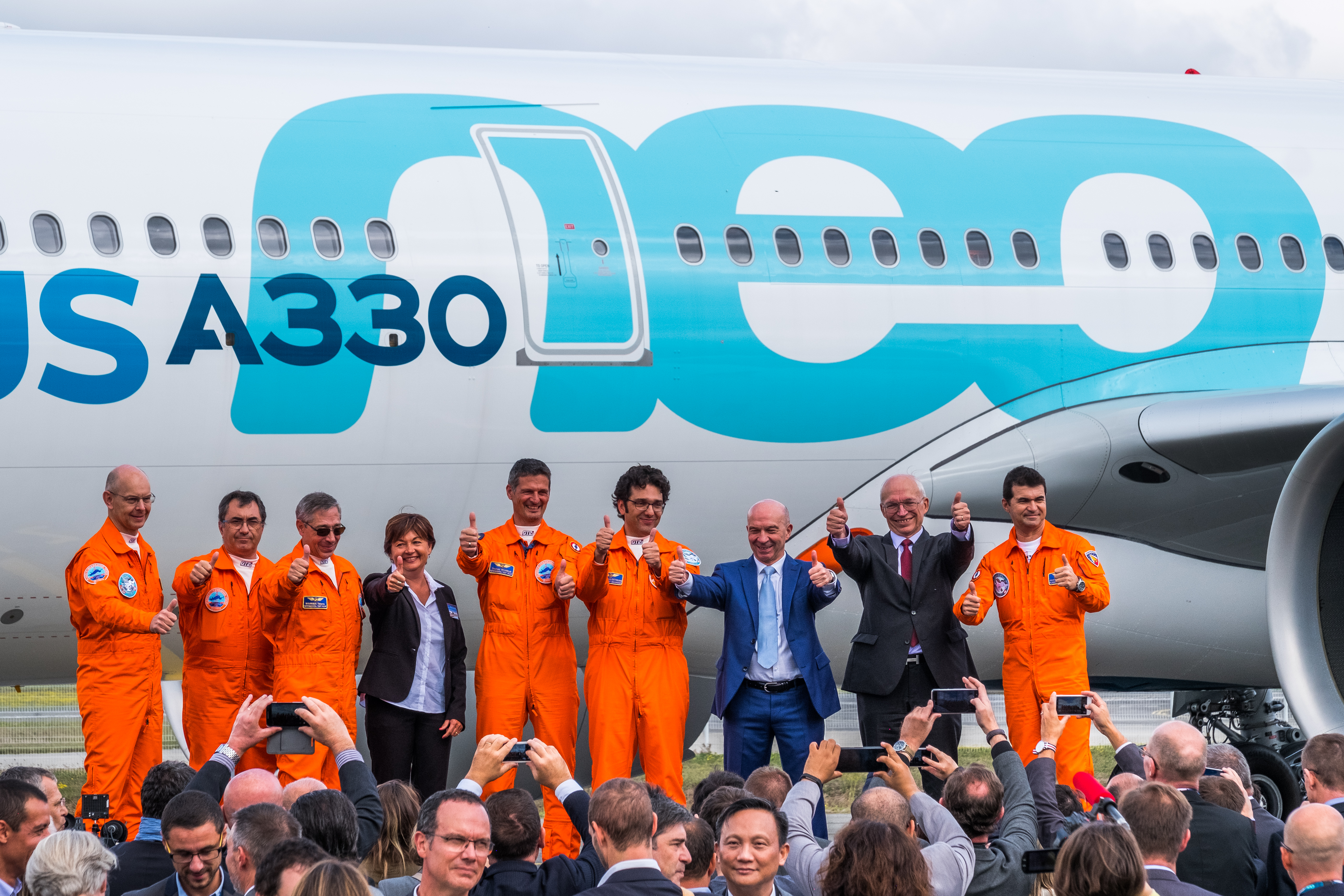
Équipage d'essai lors du premier vol de l'avion.

Le premier vol de l'A330-900 débute le 19 octobre 2017 avec une campagne d'essais en vol de 1 400 heures, comprenant trois prototypes et le premier avion de série : 1 100 heures de vol pour l'A330-900 et 300 heures pour l'A330-800, ciblant les certifications de type EASA et FAA de mi-2018. Le vol, d'une durée de quatre heures et quinze minutes, a atteint 9 112 m (30 125 pi) et 930 km/h (502 nœuds). Il convient d’établir certains points de fonctionnement maximum et de procéder à une première évaluation des qualités de manipulation, y compris sous une incidence élevée. Ce premier avion, le MSN 1795, a volé 600 heures, rejoint le mois suivant par le deuxième, MSN 1813, volant 100 heures de moins, avant le troisième, le MSN 1819, premier avion client de TAP Portugal comprenant la cabine complète.
Deux ingénieurs d'essais en vol et deux spécialistes des moteurs ont surveillé le débit de 1 375 capteurs et de 98 000 paramètres, calculant 60 Go par heure, y compris des bandes de systèmes micro-électromécaniques permettant de mesurer la distribution de pression aérodynamique sur l'aile. Le MSN1795 a effectué des tests simulés de givrage et de tests par temps froid au Canada, une évaluation du bruit, des tests d'autoland et des contrôles à incidence élevée avec dégagement minimal lors de la rotation avec un pare-chocs arrière. Le prototype MSN1813 a testé le givrage naturel et évolué dans des conditions chaudes et extrêmes dans les Émirats arabes unis et à La Paz, effectuant 150 heures de vérification de route ; il dispose de rateaux et de capteurs de pression dans les débits du moteur afin de comparer la poussée réelle aux mesures au sol. Le MSN1819 a validé l'aménagement intérieur de la cabine de l'espace aérien avec des passagers artificiels pour l'analyse de la ventilation et diverses mesures de l'environnement de la cabine.
Le deuxième avion d’essai a effectué son vol inaugural le 4 décembre afin d’être utilisé pour valider les performances aérodynamiques et les performances des moteurs ainsi que les opérations des compagnies aériennes. À la fin de janvier 2018, le premier avait accumulé près de 200 heures de vol sur 58 vols, tandis que le second avait accumulé près de 120 heures de vol sur 30 vols. Son domaine de vol comprenait des tests de flottement et de décrochage pour achever l’étalonnage de la centrale et la configuration des virures a été gelée. Airbus a commencé les tests de performances du pilote automatique, de l'autoland et de la haute vitesse, en passant par des tests par temps chaud et froid, ainsi qu'aux tests de bruit et de givrage, au cours des trois mois suivants. Au 10 avril 2018, les deux prototypes avaient effectué plus de 200 vols et plus de 700 heures de vol, des essais par temps froid à -27 °C et chaud à 37 °C, du givrage naturel, un atterrissage par vent de travers, et des opérations en condition de faible masse volumique de l'air à 2 400 m d'altitude.

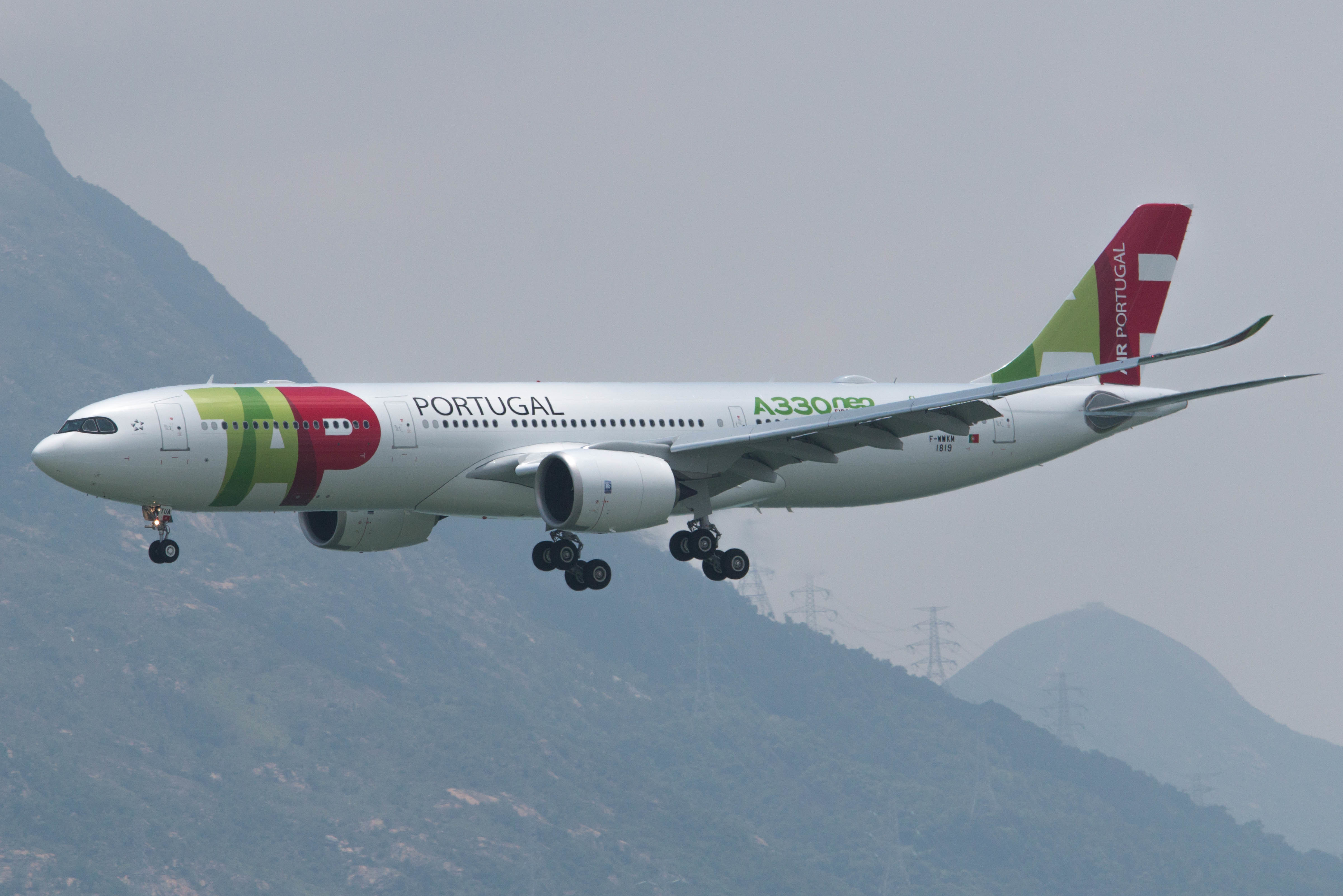
Le premier A330neo (A330-941) de la TAP Air Portugal.

Le premier avion de la TAP Air Portugal a effectué son premier vol le 15 mai 2018 ; rejoignant les deux prototypes précédents pour vérifier les systèmes de la cabine : climatisation, repos de l'équipage, etc.. La dernière étape de certification a débuté le 18 juin : comprenant des tests de fonctionnalité et de fiabilité ou vérification de route, y compris ETOPS, un atterrissage sur un aéroport de déroutement et des essais au sol sur plus de 150 heures de test, le programme de tests en vol ayant atteint 1 000 heures. La mise en service était prévue pour le troisième trimestre de 2018 et l'ETOPS devait être approuvé en octobre pour une durée de 330 minutes.
L'AESA a délivré le certificat de type A330-941 le 26 septembre 2018, l'ETOPS n'ayant pas encore approuvé. L'ETOPS de 180 min a finalement été approuvé le 14 novembre, limité aux moteurs de moins de 500 cycles de vol. Airbus attend la certification de type de la FAA avec un ETOPS de 180 minutes d'ici la fin de 2018 et d'ETOPS de 330 minutes au premier semestre de 2019. Au-delà de 180 minutes, l'ETOPS a été approuvé par l'AESA le 24 janvier 2019.
Le vol inaugural du -800 a eu lieu le 6 novembre 2018 ; le vol de 4 heures et 4 minutes a inauguré un programme d’essais de 350 heures visant la certification de ce type à la mi-2019, le premier avion devant être livré au premier semestre 2020 au client de lancement Kuwait Airways. À la fin de mars 2019, le programme d'essais en vol de 300 heures était à mi-parcours, après avoir effectué 44 vols en 149 heures.

### Introduction commerciale
Loué à Avolon, le premier A330-900 a été livré à la TAP Air Portugal le 26 novembre 2018. Comprenant 298 sièges : 34 sièges business à fond plat, 96 sièges premium économique plus et 168 sièges économiques, l'avion de ligne sera déployé du Portugal vers l'Amérique et l'Afrique. La TAP effectua son premier vol commercial le 15 décembre. La compagnie aérienne devait recevoir 15 A330neo supplémentaires en 2019 et envoyer l'A330-900 de Lisbonne à Chicago O'Hare et Washington Dulles à partir de juin 2019, d'une cadence de cinq vols par semaine.

### Augmentation de la masse au décollage

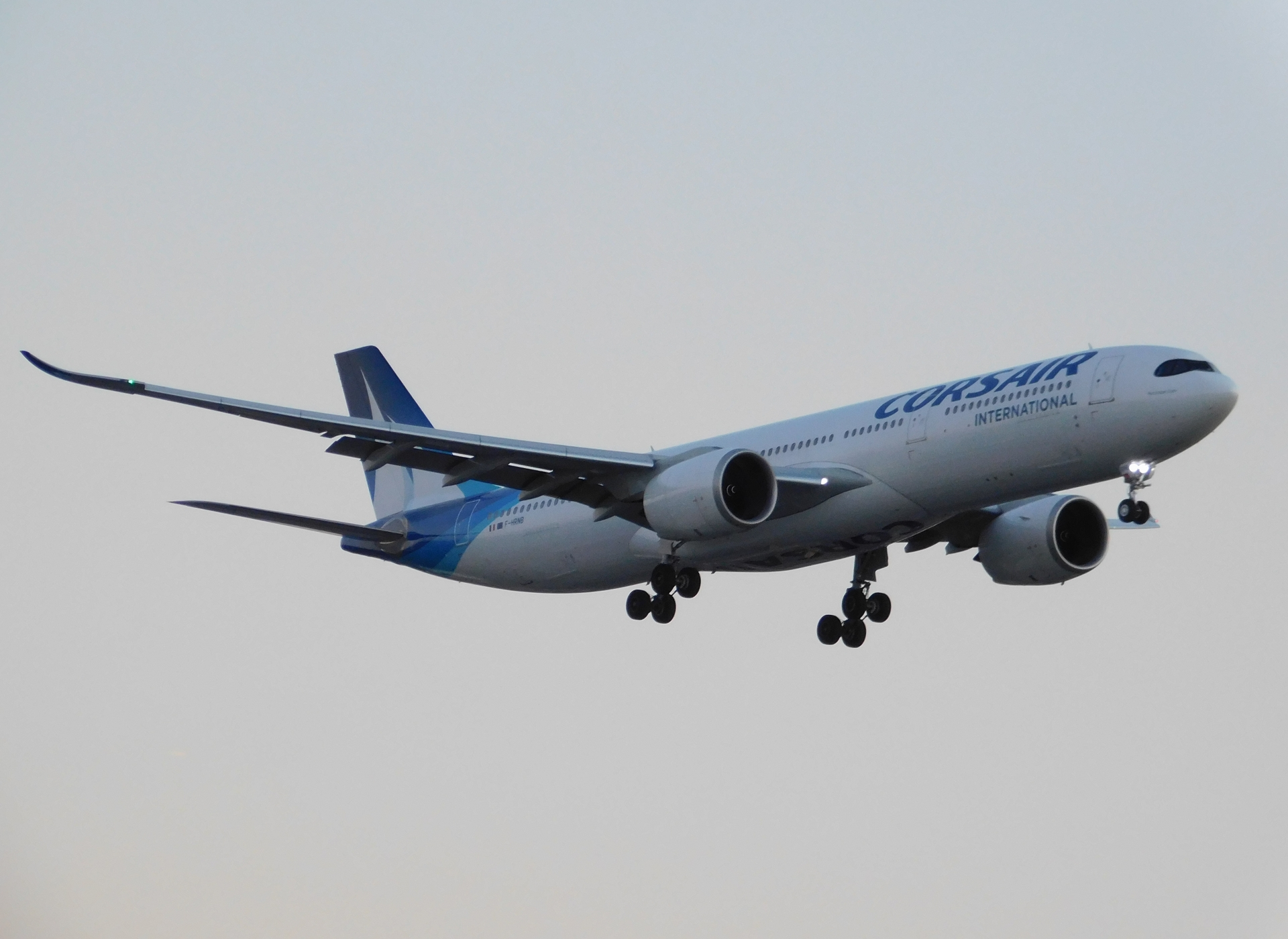
Corsair International a été livré du premier A330-900 de 251 tonnes le 31 mars 2021.

À l'occasion du premier vol du 19 octobre 2017, une augmentation à 251 tonnes de la masse maximale au décollage (MTOW) d'ici la mi-2020 est annoncée, nécessitant quelques modifications du train d'atterrissage et des freins. La MTOW de 251 tonnes est confirmée par Airbus en novembre 2017. Cette augmentation de neuf tonnes de la MTOW par rapport aux appareils livrés aujourd'hui confère à l'A330-900 un rayon d'action accru de 650 nm (à 7 200 nm, soit 13 300 km ; 1 300 à 1 900 km de plus par rapport aux A330neo ou A330ceo actuels) ou une charge utile améliorée de six tonnes. Quant aux A330-800, leur autonomie s'élève à 15 090 km. Les vols d'essai de l'A330-900 à 251 tonnes de MTOW ont débuté le 28 février 2020.
Airbus s'attend à une courte campagne d'essais de 30 à 40 heures, car plusieurs tests ont été menés avec la variante précédente adaptée à une masse plus élevée, y compris les performances de vol et l'évaluation du bruit. La structure plus lourde permet une autonomie transpacifique et est équilibrée par un effort de réduction de masse, en gardant la  même masse à vide et la même charge utile. Le 8 octobre 2020, l'A330-900 à 251 tonnes de MTOW est certifié par l'Agence européenne de la sécurité aérienne, avant son introduction par Corsair International. La certification à 251 tonnes de MTOW pour l'A330-800 suit en 2021. Conservant 99 % de pièces de rechange communes, il offre 6 tonnes de plus de charge utile tout en renforçant le train d'atterrissage et en prolongeant l'intervalle de temps avant révision de 10 à 12 ans. Le 31 mars 2021, Corsair prend la livraison du premier Airbus A330-900 à 251 tonnes de MTOW dans une configuration à trois classes de 352 sièges.

## Conception

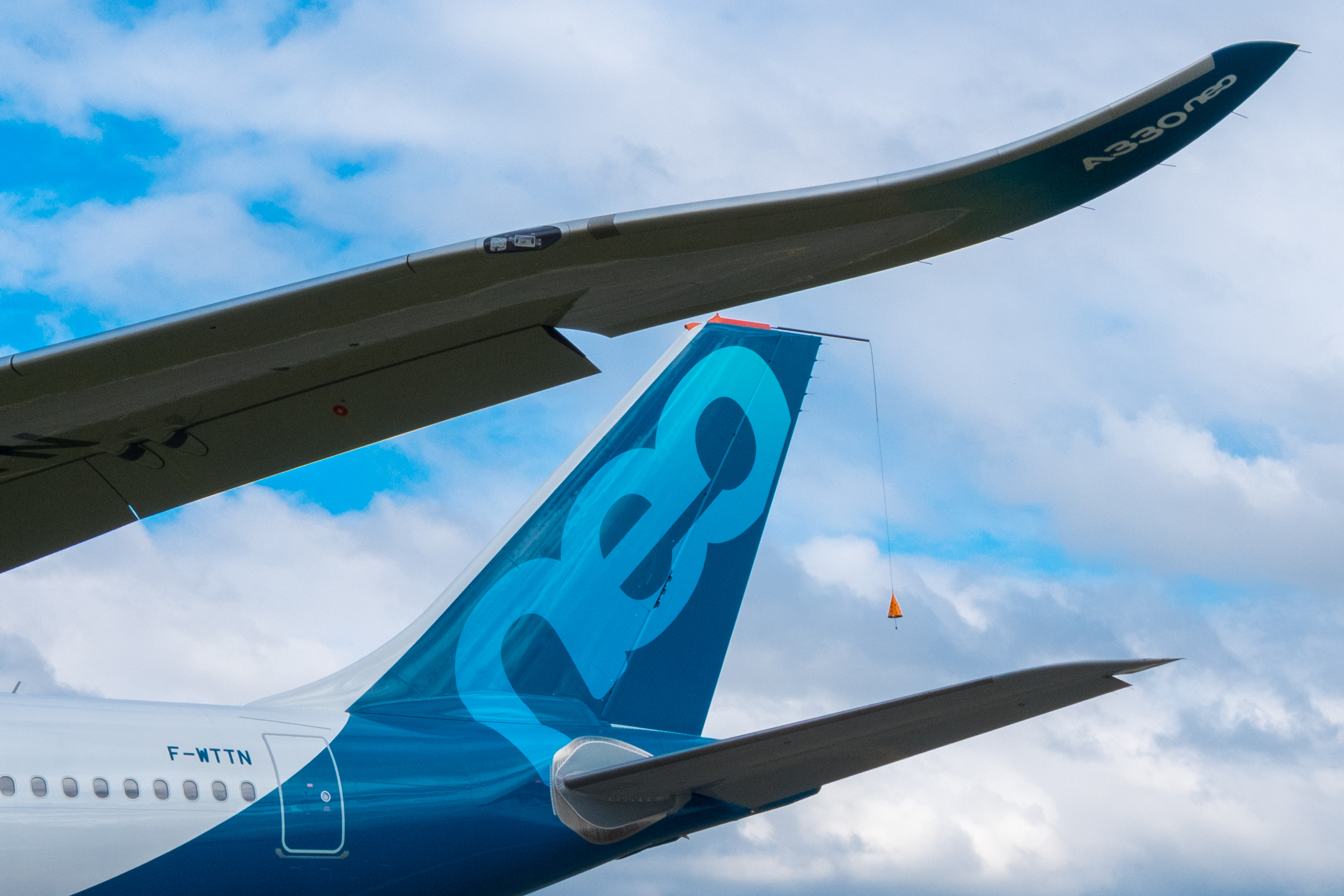
Les ailettes de bout d'aile inspirées de l'A350.

Le Trent 7000 de 112 pouces plus grand est 11 % plus efficace que le moteur précédent de 97 pouces, une perte de 2 % est due à une augmentation de la masse et de 1 % à une traînée supplémentaire du moteur plus grand, mais les ailettes de bout d'aile et l'optimisation aérodynamique reprennent 4 % pour un avantage de carburant de 12 % par voyage. De plus, la consommation de carburant par siège est améliorée de 2 % grâce à la cabine réaménagée (Space-Flex et Smart-Lav) à sièges accrus, offrant pour le nouveau −900neo une réduction de la consommation de carburant par siège par rapport au modèle précédent de 235 tonnes.
Airbus a dévoilé le pare-brise du poste de pilotage distinctif figurant sur l'A330neo, semblable à celui de l'A350, et mise sur un nouveau concept intérieur offrant une meilleure expérience des passagers sur le A330neo. Initialement basé sur la plus grande masse maximale au décollage (MTOW) de l'A330 établie à 242 tonnes, Airbus étudie une amélioration à 245 tonnes pour l’A330neo, ce qui correspondrait au chiffre initialement indiqué pour l’Airbus A350-800 avant sa mise à l'écart au profit de l'A330neo. Cela donnerait aux -900 une autonomie de 7 000 milles marins (12 964 km) pour mieux rivaliser avec les 7 635 milles marins (14 140 km) du 787-9.
À l'occasion du vol inaugural le 19 octobre 2017, une augmentation MTOW à 251 tonnes d’ici la mi-2020 a été annoncée, comprenant quelques modifications apportées au train d’atterrissage et aux freins, augmentant ainsi sa portée de 700 ou 1 000 milles nautiques par rapport aux A330neo ou A330ceo actuels. La MTOW de 251 tonnes a été confirmée par Airbus en novembre 2017. Cela confère au -900 une autonomie de 7 200 milles marins (13 334 km) et de 8 150 milles marins (15 094 km) pour le -800.
La soufflante étant agrandie de 250 à 280 cm, les nacelles sont montées plus haut, ce qui nécessite une analyse CFD approfondie pour éviter la traînée d’interférence des ondes de choc supersoniques, comme pour le bec de sécurité de la première lamelle. Les carénages des ailes et du ventre sont ajustés pour se rapprocher de la répartition de pression en elliptique à la traînée la plus basse modifiée par les ailettes de bout d'aile plus grosses, comme les carénages de voie des volets pour réduire la traînée de forme.

### Moteurs

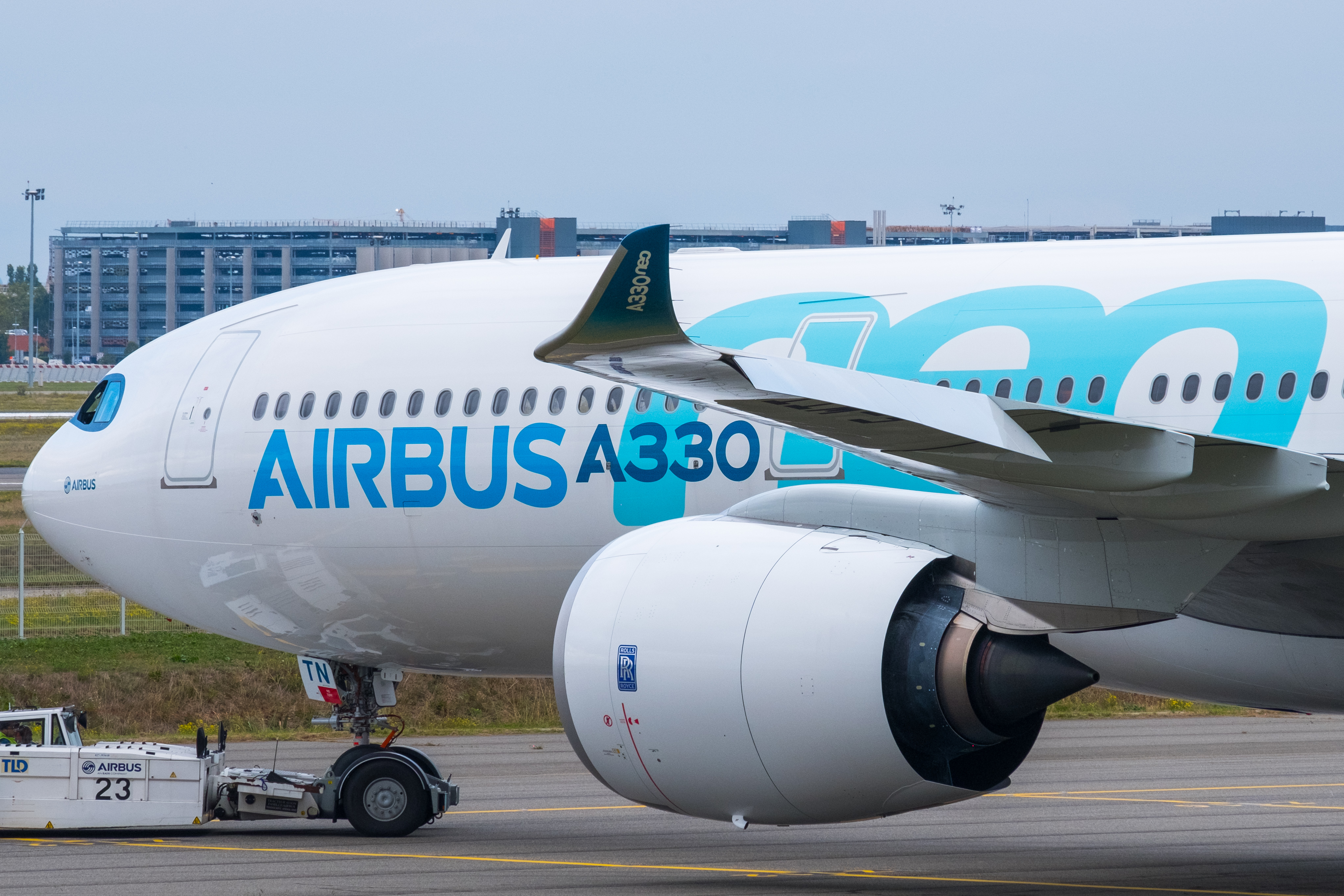
Réacteur Trent 7000 de Rolls-Royce.

Les moteurs candidats comprenaient des variantes du Trent 1000 de Rolls-Royce et du GEnx-1B de General Electric. Les deux motoristes auraient été intéressés par un contrat exclusif si un A330 re-motorisé était proposé. Le moteur Trent 1000 TEN (poussée, efficacité, nouvelle technologie) est en cours de développement pour le 787-10, mais Rolls-Royce a l’intention de proposer une large plage de puissance.
L'A330neo utilise le moteur Rolls-Royce Trent 7000, une variante de purge pneumatique à commande électronique du Trent 1000 utilisée sur le Boeing 787-10. Équipé d'une soufflante de 284 cm de diamètre et affichant un taux de dilution de 10:1, il fournit une poussée de 300 à 320 kN.
Le Trent est le moteur exclusif de l'A330neo, Rolls-Royce ayant offert de meilleures conditions pour en obtenir l'exclusivité. Les clients déplorent la perte de concurrence entre les motoristes : par exemple, Steven Udvar-Hazy, PDG d’Air Lease Corporation, a réclamé le choix dans les moteurs, mais Airbus a souligné que proposer plusieurs types de moteurs sur un avion commercial augmenterait les coûts de développement d'environ cent millions de dollars. Pratt & Whitney lui-même reconnaît que : « les moteurs ne sont plus des produits de base […] l’optimisation du moteur et de l’avion devient plus pertinent ».
La décision de proposer un avion avec une seule option de moteur n'est pas propre à Airbus ; le Boeing 777X sera exclusivement équipé de moteurs General Electric GE9X, à la suite du refus de l'offre en configuration Advance proposée par Rolls Royce.

## Variantes

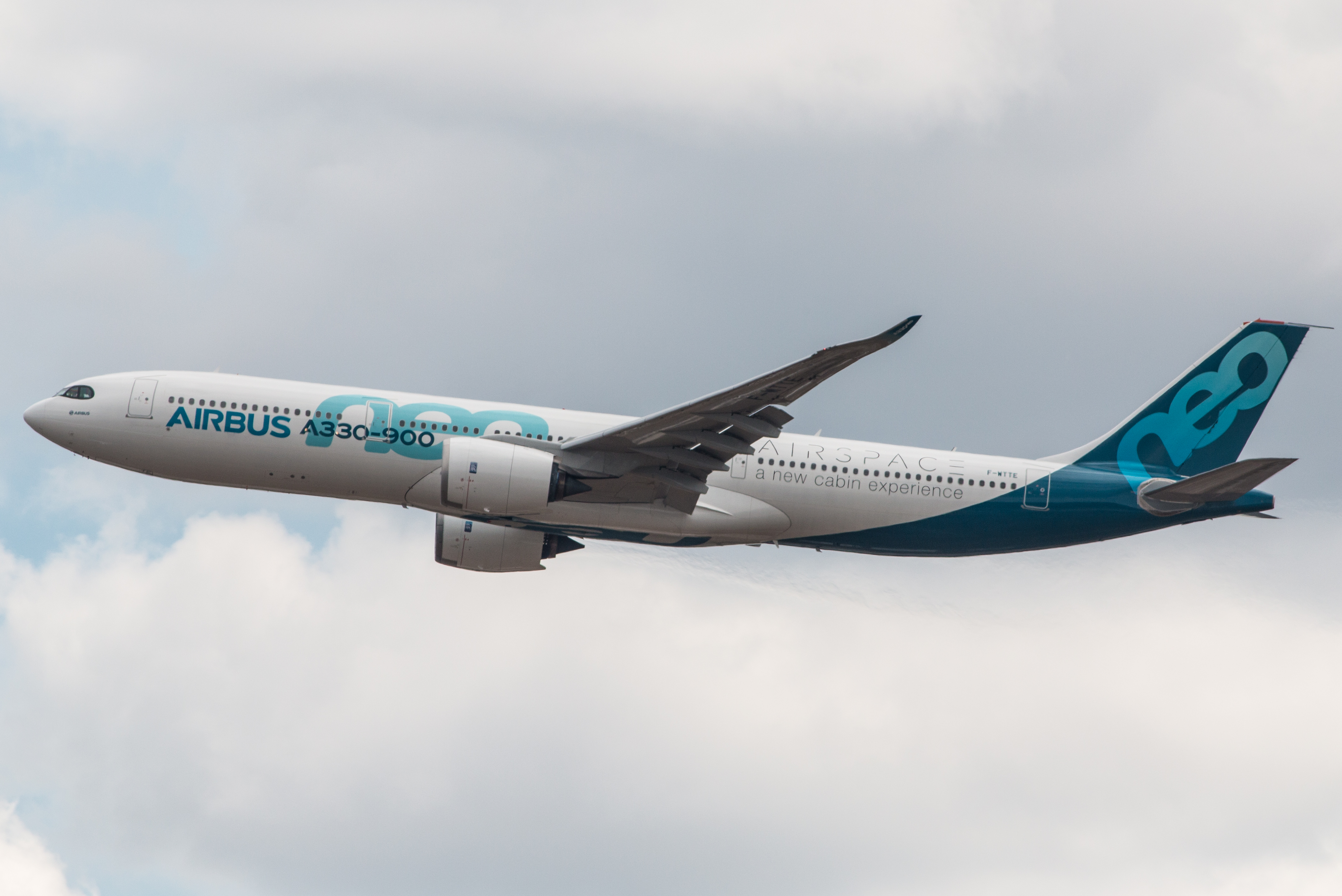
Le -900 conserve le fuselage de l'A330-300.

Les A330-800neo et A330-900neo conservent respectivement les longueurs de fuselage des A330-200 et A330-300. L’optimisation des cabines permet d’acquérir dix sièges supplémentaires sur l’A330-900neo (310 passagers) et six sièges supplémentaires pour l’A330-800neo (252 passagers) ; une offre en sièges plus importante par rapport à la version actuelle, tout en conservant une largeur de 46 cm pour les sièges de classe économique. Les améliorations prévoient également de nouveaux aménagements pour les équipages et les passagers équivalents à ceux de l'A350 (éclairage LED associé à un éclairage d'ambiance, systèmes de divertissement en vol de 4e génération avec vidéo 3D, etc.),,. Le A330-800 devrait avoir une autonomie de 13 900 km avec 257 passagers (406 en configuration maxi), tandis que le A330-900 devrait parcourir une distance de 12 100 km avec 287 passagers (440 en configuration maxi). Les variantes partageant 99 % de points communs, le développement du plus petit des -800 aura un coût supplémentaire négligeable.

### A330-900
L'A330-900 conserve la longueur du fuselage de l'A330-300 et de l'A340-300 quadrimoteur de taille similaire. L'optimisation de la cabine permet dix sièges supplémentaires sur l'A330-900 (310 passagers) avec des sièges économiques d'une largeur de 18 pouces. Le -900 peut parcourir 12 130 km avec 287 passagers (440 en configuration max).
Delta s'attend à une réduction de 20 % des coûts d'exploitation par siège par rapport au Boeing 767-300ER qu'il remplace.
Une reconfiguration plus poussée des installations de la cabine permet au -900 d'accueillir jusqu'à 460 passagers dans un aménagement tout-économique. Cela dépasse la limite de sortie maximale existante de 440 places autorisée par le certificat de ce type, nécessitant une modification des portes de sortie de type A afin de répondre aux exigences des sortie de secours. En novembre 2019, ce nombre passe à 460 places maximum, grâce à l'installation de nouvelles sorties de type « A+», avec un toboggan d'évacuation à double descente.
En juin 2024, l’avion d’essai en vol A330-900 d’Airbus (MSN1795 / F-WTTN ) est utilisé à Toluca (Mexique) et à La Paz (Bolivie) en vue d'une nouvelle certification concernant les vols à partir et à destination des aéroports de haute altitude dans un milieu particulièrement chaud et humide. La société Airbus considère cela comme une possibilité d"extension incrémentielle".

### A330-800

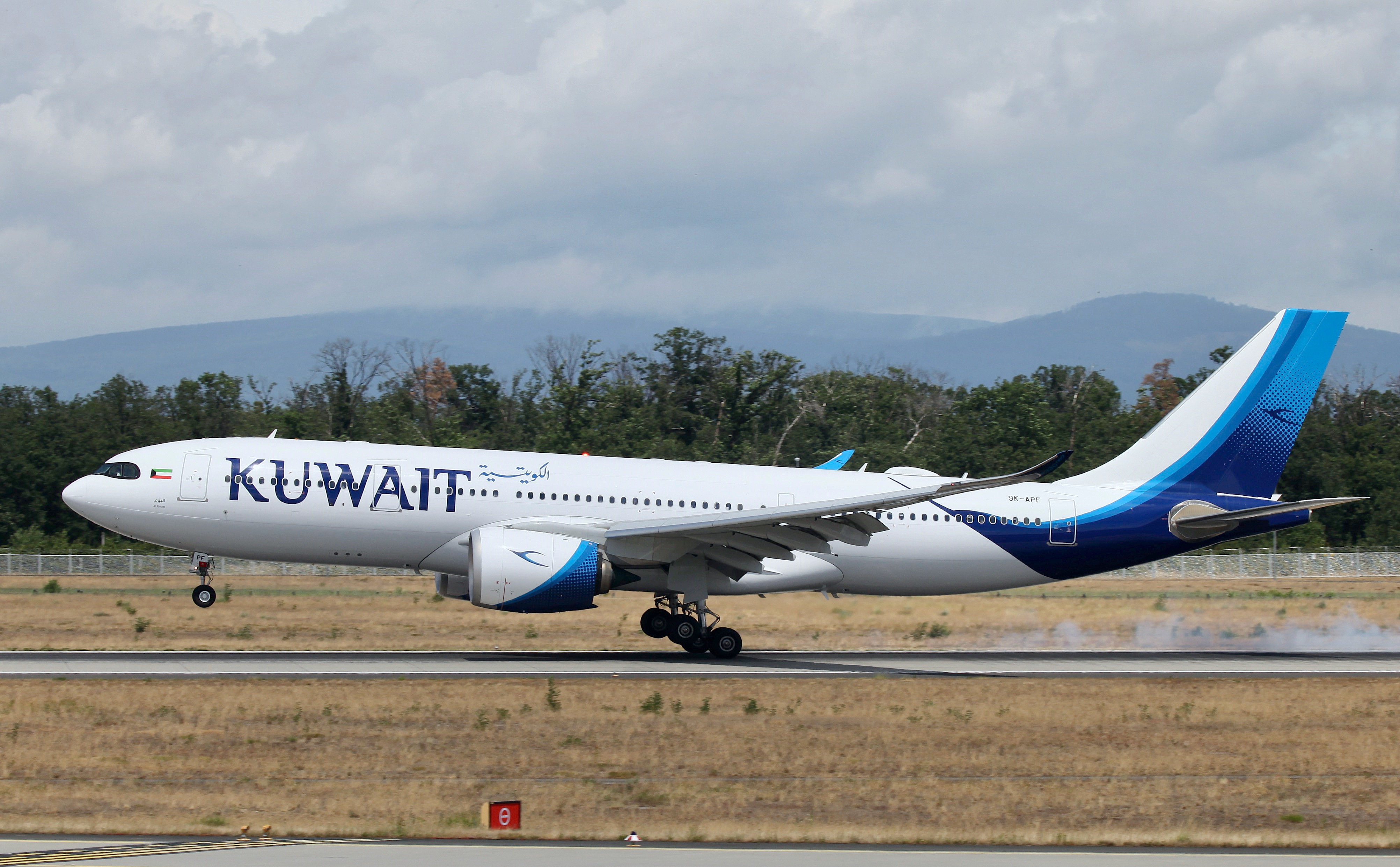
Kuwait Airways est le premier opérateur de l'A330-800 le 20 novembre 2020.

Après le premier vol du -900 le 19 octobre 2017, Hawaiian Airlines (alors seul client du -800) a envisagé de modifier sa commande de six -800, cherchant à adapter au mieux son réseau actuel à l'Asie et à l'Amérique du Nord, tout en permettant une croissance future, éventuellement en Europe. La demande pour le -800 est tombée à 3 %, tandis que la version -200 incluait 40 % des livraisons « ceo » : son avantage d'autonomie s'est érodé avec les capacités accrues du -900, et bien qu'offrant un coût en carburant inférieur par trajet, le carburant par siège est plus élevé.
La demande pour le -800 est limitée par les bas prix du carburant et par le fait que les -200 qu'il pourrait remplacer après 2020 sont encore jeunes (neuf ans en moyenne). Les Boeing 767-300 / 400 que les -800 pourraient remplacer ont quinze ans de plus, et Boeing envisageait de relancer la production du 767-300ER, principalement à titre intérimaire pour les compagnies aériennes américaines et britanniques, mais cela s'est avéré compliqué par une conception comprenant des équipements de cabine obsolètes. Avant l’introduction du Boeing NMA, qui n’est pas attendue avant 2027, les 95 exploitants d’A330, notamment les transporteurs long-courriers low-cost pourraient s’intéresser à une configuration à haute densité : neuf sièges par rangée (pour un total de 386 sièges), pour une autonomie de 6 000 et 6 500 milles nautiques (11 100 - 12 000 km) avec une masse maximale au décollage de 251 tonnes, soit 500 milles marins (926 km) de plus qu’un 787-8 chargé de la même manière et avec jusqu’à trente sièges supplémentaires.
La production du -800 au-delà du prototype était douteuse, Hawaiian choisissant entre l’Airbus A350-900 et le Boeing 787-8/9. En février 2018, Hawaiian annula sa commande de six A330-800, les remplaçant par des Boeing 787 vendus à moins de 100–115 millions de dollars, tandis que Boeing Capital libérait Hawaii de trois 767-300ER loués longtemps à l’avance. Hawaiian nia l'annulation de la commande de l'A330-800, ne rejetant aucun nouvel accord avec Boeing. Finalement, en mars 2018, Hawaiian confirma l'annulation de sa commande de six A330-800 et commanda dix B787-9. Airbus affirma que le prix était « tout simplement inférieur au prix de vente ».
En juillet 2018, un nouveau protocole d'entente est conclu avec la Uganda National Airlines Company portant sur deux -800, ravivant l'intérêt pour la variante plus courte. Une commande ferme de Kuwait Airways pour huit A330-800 suit en octobre 2018 ; il a ensuite été confirmé que Kuwait Airways serait le client de lancement pour la version -800, la certification étant prévue pour la mi-2019 et les premières livraisons au premier semestre de 2020. Cependant, le 30 octobre 2019, le président-directeur général d'Airbus Guillaume Faury annonce sans explication le report à début 2020 de la certification de cette version. L’agence européenne de la sécurité aérienne (AESA) et son homologe aux États-Unis (FAA) certifient finalement l’A330-800 mi-février 2020.
Comparé aux 787-8 concurrents dotés de moteurs similaires, l’A330-800 présente un désavantage de 1 % carburant par trajet (-5 % en raison de sa masse plus lourde mais de +4 % en raison de sa plus grande envergure), mais consomme 4 % de carburant en moins par siège avec treize sièges supplémentaires dans une configuration à huit sièges par rangée, et jusqu'à 8 % de moins avec vingt-sept sièges supplémentaires à neuf sièges par rangée (avec des sièges et des bas-côtés d'une largeur de 43 cm) ; le -800 est la version la plus longue (4 rangées ajoutées) et 2,5 mètres de plus.
Airbus pourrait limiter sa masse maximale au décollage (MTOW) à 200 tonnes et ses moteurs à  300 kN (68 000 livres) afin d'optimiser les itinéraires plus courts ciblés par le futur B-797 de Boeing, l'A321XLR s'attaquant à l'extrémité inférieure du même créneau.
L'A330-800 reçoit la certification de type EASA le 13 février 2020. Le premier avion, configuré avec 226 sièges dont 23 en classe affaires, doit être livré à Kuwait Airways en mars, mais la compagnie aérienne a reporté la livraison au troisième trimestre 2020 en raison de la pandémie de Covid-19. Le 29 octobre, les deux premiers A330-800 sont livrés à la compagnie aérienne ; celle-ci en attend encore six autres de ce type. L'A330-800 effectue ensuite son premier vol commercial le 20 novembre, entre le Koweït et Dubaï. Uganda Airlines reçoit son premier A330-800 (5X-NIL) le 22 décembre et le deuxième (5X-CRN) le 2 fevrier 2021,,

#### Version Fret
Amazon et United Parcel Service étaient intéressés pour une version cargo, étendant l'A330-941 pour transporter davantage de marchandises sur une plus courte distance, mais les 767 et A330 retraités offrent un potentiel de reconversion plus important.
En mai 2019, la Fondation Airbus et le Croissant Rouge d’Afghanistan ont organisé le transport de 29 tonnes de tentes familiales à bord d’un A330neo entre Helsinki et Kaboul, afin de venir en aide aux familles affectées par la sécheresse et par les inondations qui alternent depuis trois ans en Afghanistan, affectant plus d’un quart de la population.

#### Version militaire
Airbus, qui connaît un grand succès avec le programme de l'A330 MRTT, a inauguré en 2024 celui de son successeur, baptisé A330 MRTT+. À la base de l'A330-841, déjà en service, cet appareil pourra consommer 8% moins de carburant, ce qui permettra tant de ravitailler plus de carburant que d'obtenir plus de rayon d'action. Le premier appareil d'essai sera construit en 2028-2029. Une nouveauté, c'est qu'il faut modifier de nouvelles ailes de l'A330neo, car l'A330ceo MRTT profite de celles de l'A340.

### Marché potentiel

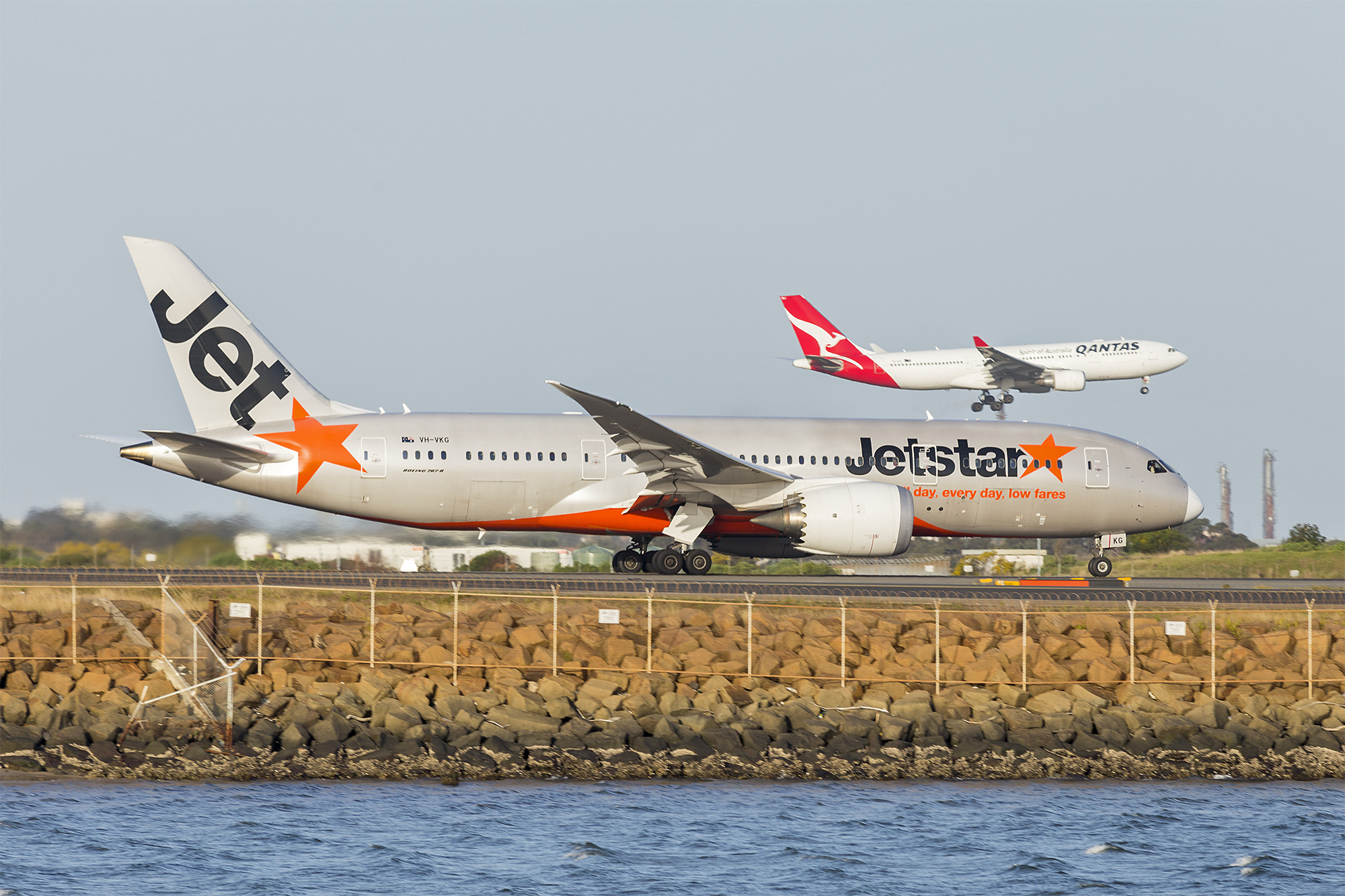
Un A330-200ceo (au fond) décollant de l'aéroport de Sydney. Au premier plan, un B787-8 de JetStar.

Une analyse indépendante portant sur un vol transatlantique de 3 350 kilomètres (2 082 mi) révèle que le 787-9 dispose d’un léger avantage par rapport au coût du siège au kilomètre offert par l’A330-900neo, tandis que l’Airbus surpasse le Boeing quand les coûts en capital sont inclus. Leur économie est proche, mais l’A330neo coûte à l'achat 30 millions de dollars de moins. Un A330-900 valait 115 millions de dollars en 2018, tandis qu'un B787-9 coûtait 145 millions de dollars au prix catalogue, une hausse de 10 millions de dollars par rapport à 2014 ; cependant des sources indiquent qu'il se vendrait 110 à 115 millions de dollars afin d'empêcher les ventes d'A330neo.
Entre le lancement du Dreamliner en 2004 et celui de l'A330neo en 2014, le marché est quasiment égal entre les deux : entre 900 et 920 A330ceo / A330neo vendus contre 1 030 B787. Entre 2014 et son premier vol en octobre 2017, l'A330 / A330neo comptait 440 commandes (excluant la version cargo), contre 272 pour le 787-8 / 9 (à l'exclusion des -10). Richard Aboulafia de Teal Group estime que l'A330neo devrait dominer le marché des avions gros porteur, car le 787-8 présente un coût d'exploitation élevé et un prix unitaire associé à son rayon d'action de 8 000 milles marins (14 816 km).
Flightglobal Ascend Consultancy prévoit 600 livraisons, dont 10 % de la variante -800, moins optimiste que les 1 000 estimés par Airbus. Lors de sa mise en service en 2018, les ventes ont été décevantes et la production d'A330 devrait passer à 50 unités en 2019, contre 67 en 2017. Alors qu'il s'agit du plus gros porteur vendu par Airbus avec 1 390 livraisons depuis 1993, la flotte est encore très jeune, seuls 46 aéronefs ont été retirés du service. À l'exception de Delta, les principales compagnies aériennes préfèrent le Boeing 787. L'A330neo étant en retard sur le marché et 19 % des opérateurs d'A330 sont déjà des clients du 787. Le Boeing 797 devrait être plus économique que l'A330ceo, tandis que l'A330-800 ne couvre pas vraiment la partie supérieure du marché intermédiaire.
Par rapport à un 787-9 de 283 places assises (neuf sièges de front), Airbus affiche une consommation de carburant inférieure d'1 % pour le -900 : 3 % de plus en raison de la masse à vide en ordre d'exploitation de 4 à 5 tonnes, mais de 4 % en moins par rapport à son concurrent en raison de son envergure plus large de quatre mètres. De plus, sa consommation de carburant par siège dans une configuration à 287 places (à huit sièges de front) est inférieure de 3 %, atteignant au total 7 % avec une configuration de 303 places (à neuf sièges de front).
Pour Airbus, l’intérêt de l’A330neo est surtout de lui permettre de ne pas délaisser ce créneau du marché aéronautique au seul bénéfice de Boeing avec son 787, et de pouvoir préparer sans précipitation excessive une riposte à un éventuel Boeing 797.

## Commandes et livraisons

### Commandes et livraisons par type et année
| Type            | Commandes | Livraisons | Carnet de commandes |
| A330-800        | 12        | 7          | 5                   |
| A330-900        | 372       | 146        | 226                 |
| Famille A330neo | 384       | 153        | 231                 |

|            |                 | 2014 | 2015 | 2016 | 2017 | 2018 | 2019 | 2020 | 2021 | 2022 | 2023 | 2024 | 2025 | Total |
| Commandes  | A330-800        | 10   | —    | —    | -4   | 2    | 6    | 1    | —    | -4   | 1    | __   | __   | 12    |
| Commandes  | A330-900        | 110  | 52   | 42   | 10   | 16   | 93   | -7   | 22   | -61  | 7    | 78   | 10   | 362   |
| Commandes  | Famille A330neo | 120  | 52   | 42   | 6    | 18   | 99   | -6   | 22   | -65  | 8    | 78   | 10   | 384   |
| Livraisons | A330-800        | —    | —    | —    | —    | —    | —    | 3    | 1    | 1    | 2    | ---  | ---  | 7     |
| Livraisons | A330-900        | —    | —    | —    | —    | 3    | 41   | 10   | 11   | 22   | 27   | 30   | 2    | 146   |
| Livraisons | Famille A330neo | —    | —    | —    | —    | 3    | 41   | 13   | 12   | 23   | 29   | 30   | 2    | 153   |

Commandes et livraisons de la famille A330neo par année (cumulées)

 Commandes
 Livraison
- En mars 2023[4]

### Commandes et livraisons par client
| Date              | Client                                 | Commandes | Commandes | Commandes | Livraisons | Livraisons | Livraisons |
| Date              | Client                                 | -800      | -900      | Total     | -800       | -900       | Total      |
| ----------------- | -------------------------------------- | --------- | --------- | --------- | ---------- | ---------- | ---------- |
| 17 juillet 2014   | Arkia (leasing)                        | —         | 2         | 2         | —          | 2          | 2          |
| 21 novembre 2014  | Delta Air Lines                        | —         | 37        | 37        | —          | 20         | 20         |
| 30 novembre 2014  | CIT Group (leasing)                    | —         | 35        | 35        | —          | 14         | 14         |
| 15 décembre 2014  | AirAsia X                              | —         | 15        | 15        | —          | —          | —          |
| 23 décembre 2014  | Avolon (en) (leasing)                  | —         | 9         | 9         | —          | 5          | 5          |
| 9 mars 2015       | Air Lease Corporation (leasing)        | —         | 30        | 30        | —          | 21         | 21         |
| 13 novembre 2015  | TAP Air Portugal                       | —         | 12        | 12        | —          | 10         | 10         |
| 28 janvier 2016   | Garuda Indonesia                       | 4         | 12        | 16        | —          | 3          | 3          |
| 27 décembre 2016  | Iran Air                               | —         | 28        | 28        | —          | —          | —          |
| 5 septembre 2017  | Aircalin                               | —         | 2         | 2         | —          | 2          | 2          |
| 15 décembre 2017  | BOC Aviation (en)                      | —         | 6         | 6         | —          | 6          | 6          |
| 19 décembre 2017  | Air Sénégal                            | —         | 2         | 2         | —          | 2          | 2          |
| 15 octobre 2018   | Kuwait Airways                         | 4         | 7         | 11        | 4          | —          | 4          |
| 12 décembre 2018  | Middle East Airlines                   | —         | 4         | 4         | —          | —          | —          |
| 5 avril 2019      | Uganda Airlines                        | 2         | —         | 2         | 2          | —          | 2          |
| 1er juillet 2019  | Virgin Atlantic                        | —         | 4         | 4         | —          | —          | —          |
| 19 juillet 2019,  | Lion Air Group (en)                    | —         | 2         | 2         | —          | 2          | 2          |
| 5 novembre 2019   | Cebu Pacific Air                       | —         | 16        | 16        | —          | 5          | 5          |
| 22 novembre 2019  | National Aviation Services (en) (NAS)  | —         | 12        | 12        | —          | 2          | 2          |
| 18 décembre 2020  | Air Greenland                          | 1         | —         | 1         | 1          | —          | 1          |
| 3 août 2021       | Condor                                 | —         | 7         | 7         | —          | 3          | 3          |
| 1er décembre 2021 | ITA Airways                            | —         | 10        | 10        | —          | —          | —          |
| 20 septembre 2022 | Air Côte d'Ivoire                      | —         | 2         | 2         | —          | —          | —          |
| 4 novembre 2022   | Azul                                   | —         | 3         | 3         | —          | —          | —          |
| 20 avril 2023     | Gouvernement ; avion exécutif et privé | 1         | —         | 1         | —          | —          | —          |
| 1er juin 2023     | Air Algérie                            | —         | 8         | 8         | —          | —          | —          |
| Non dévoilé       | Non dévoilé                            | —         | 26        | 26        | —          | 3          | 3          |
| Total             | Total                                  | 12        | 283       | 295       | 7          | 97         | 104        |

Graphique des commandes et des livraisons
- En juin 2023[4]

## Opérateurs
En juin 2023, 116 avions sont en service au sein de 24 compagnies aériennes, desservant plus de 200 destinations dans le monde. Les cinq plus grands opérateurs de l'A330neo sont Delta Air Lines (22), TAP Air Portugal (19), Lion Air (8), Condor (8) et Starlux (8),.
Le 11 avril 2023, Airbus a livré le 100e A330neo, un A330-900, à la compagnie aérienne allemande Condor Flugdienst GmbH, qui le louera à AerCap.
| Opérateur               | Entrée en service | -800 | -900 | Total |
| ----------------------- | ----------------- | ---- | ---- | ----- |
| Air Belgium             | 15 octobre 2021   | —    | (2)  | (2)   |
| Aircalin                | 30 juillet 2019   | —    | 2    | 2     |
| Air Greenland           | 19 décembre 2022  | 1    | —    | 1     |
| Air Mauritius           | 18 avril 2019     | —    | 2    | 2     |
| Air Senegal             | 8 mars 2019       | —    | 2    | 2     |
| Azul Brazilian Airlines | 13 mai 2019       | —    | 5    | 5     |
| Cebu Pacific Air        | 15 décembre 2021  | —    | 5    | 5     |
| Citilink                | 4 décembre 2019   | —    | 2    | 2     |
| Condor                  | 20 décembre 2022  | —    | 8    | 8     |
| Corsair International   | 31 mars 2021      | —    | 8    | 8     |
| Delta Air Lines         | 24 mai 2019       | —    | 23   | 23    |
| Garuda Indonesia        | 18 novembre 2019  | —    | 3    | 3     |
| Hifly                   | 3 septembre 2019  | —    | 1    | 1     |
| Iberojet (en)           | 26 mai 2023       | —    | 1    | 1     |
| ITA Airways             | 26 mai 2023       | —    | 1    | 1     |
| Kuwait Airways          | 29 octobre 2020   | 4    | —    | 4     |
| Lion Air                | 19 juillet 2019   | —    | 8    | 8     |
| Starlux                 | 1er juin 2022     | —    | 8    | 8     |
| Sunclass                | 15 septembre 2022 | —    | 1    | 1     |
| TAP Air Portugal        | 26 novembre 2018  | —    | 19   | 19    |
| Thai AirAsia X (en)     | 9 août 2019       | —    | 2    | 2     |
| Thai Lion Air           | 8 octobre 2021    | —    | 2    | 2     |
| Uganda Airlines         | 21 décembre 2020  | 2    | —    | 2     |
| Virgin Atlantic         | 27 octobre 2022   | —    | 4    | 4     |
| Non dévoilé             | À déterminer      | —    | 1    | 1     |
| Total                   | Total             | 7    | 107  | 114   |

## Caractéristiques techniques
|                                      | A330-800neo                                                             | A330-900neo                                                             |
| Équipage technique (PNT)             | 2                                                                       | 2                                                                       |
| Passagers (3 classes)                | 257                                                                     | 287                                                                     |
| Passagers (au maximum)               | 406                                                                     | 440                                                                     |
| Largeur siège (économie)             | 18 po (46 cm)                                                           | 18 po (46 cm)                                                           |
| Largeur cabine                       | 5,26 m                                                                  | 5,26 m                                                                  |
| Diamètre du fuselage                 | 5,64 m                                                                  | 5,64 m                                                                  |
| Envergure                            | 64,00 m                                                                 | 64,00 m                                                                 |
| Longueur cabine                      | 45,00 m                                                                 | 50,35 m                                                                 |
| Capacité de chargement               | 27 LD3 ou 8 palettes + 3 LD3                                            | 33 LD3 ou 9 palettes + 5 LD3                                            |
| Longueur                             | 58,82 m                                                                 | 63,66 m                                                                 |
| Hauteur                              | 17,39 m                                                                 | 16,79 m                                                                 |
| Aile                                 | longueur : 64 m, corde moyenne : 7,270 m, superficie : 465 m2, AR : 8,8 | longueur : 64 m, corde moyenne : 7,270 m, superficie : 465 m2, AR : 8,8 |
| Masse maximale au décollage          | 251 t                                                                   | 251 t                                                                   |
| Masse zéro-carburant                 | 176 t                                                                   | 181 t                                                                   |
| Masse à vide en ordre d'exploitation | 132 t                                                                   | 137 t                                                                   |
| Kérosène                             | 139 090 l (111 772 kg)                                                  | 139 090 l (111 772 kg)                                                  |
| Vitesse maximale                     | Mach 0,86 (918 km/h),                                                   | Mach 0,86 (918 km/h),                                                   |
| Autonomie                            | 8 150 milles marins (15 094 km)                                         | 7 200 milles marins (13 334 km)                                         |
| Plafond                              | 41 450 pieds = 12 634 m                                                 | 41 450 pieds = 12 634 m                                                 |
| Réacteur (× 2)                       | Rolls-Royce Trent 7000 -72                                              | Rolls-Royce Trent 7000 -72                                              |
| Poussée (décollage) (× 2)            | 324 kN                                                                  | 324 kN                                                                  |

## Galerie

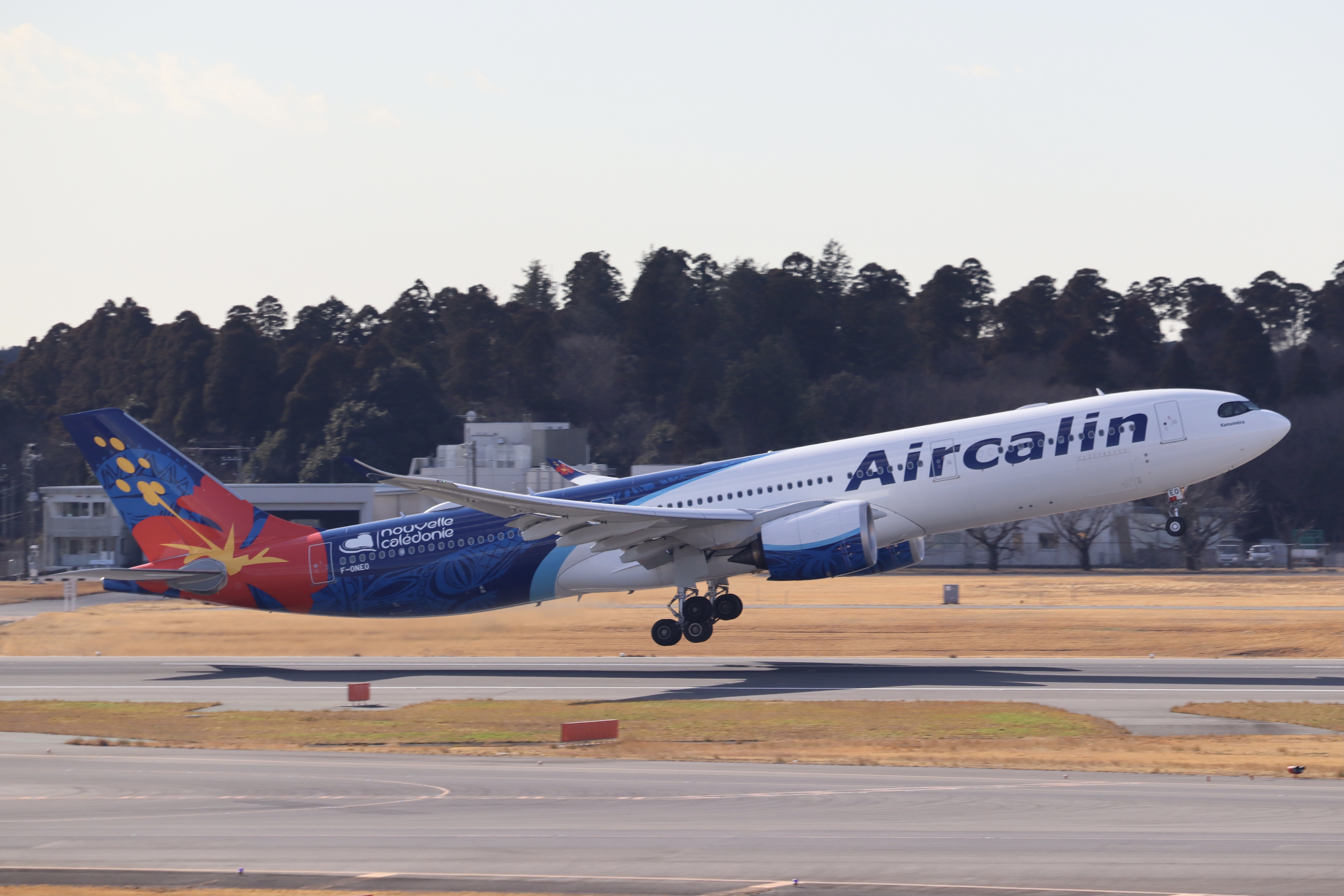
A330neo d'Aircalin au décollage de l'aéroport international de Narita en janvier 2022.
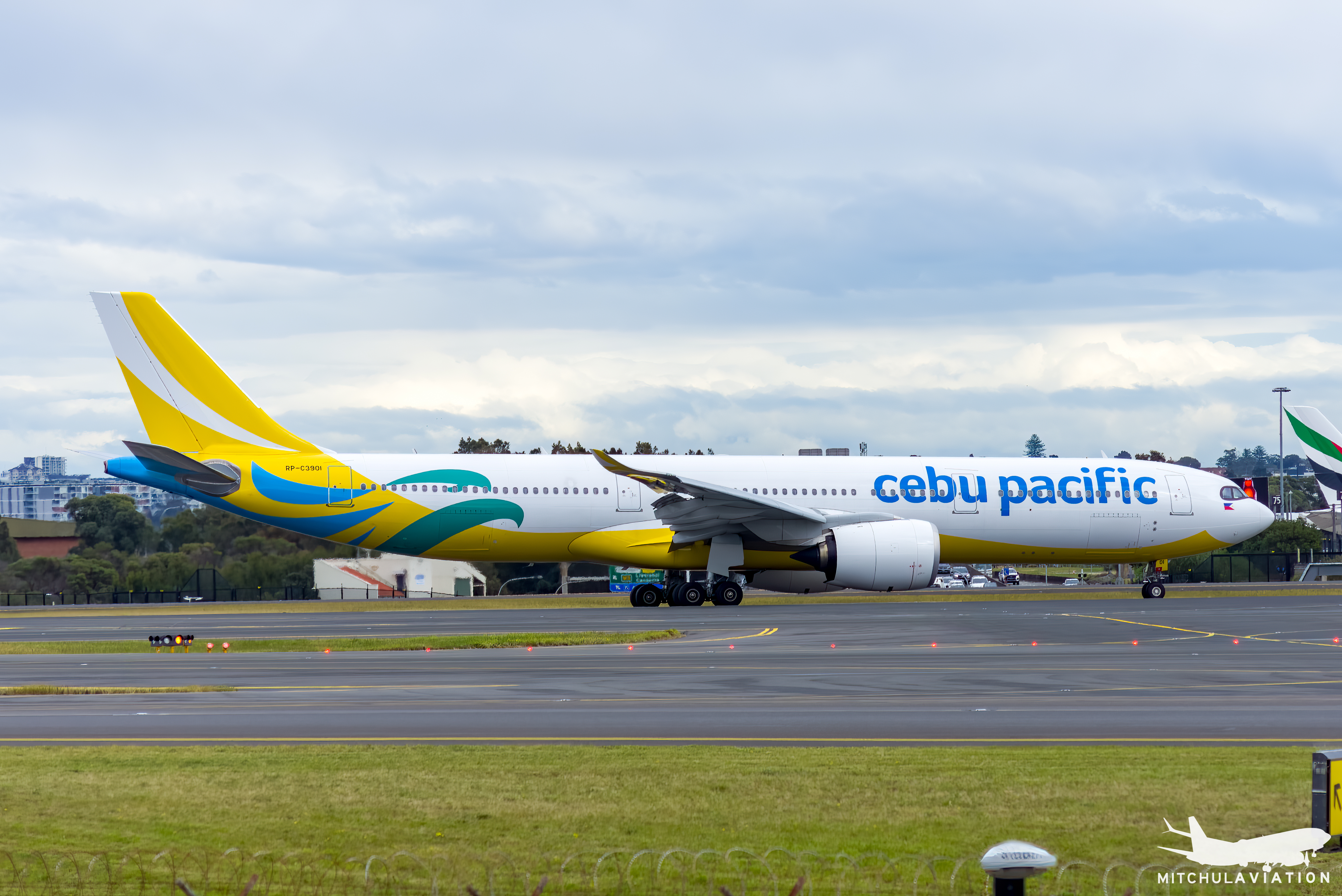
Un appareil (-900) de Cebu Pacific Air, remarquez l'ailette de bout d'aile sophistiquée et le pare-brise avec maquillage noir, issus de l'A350.
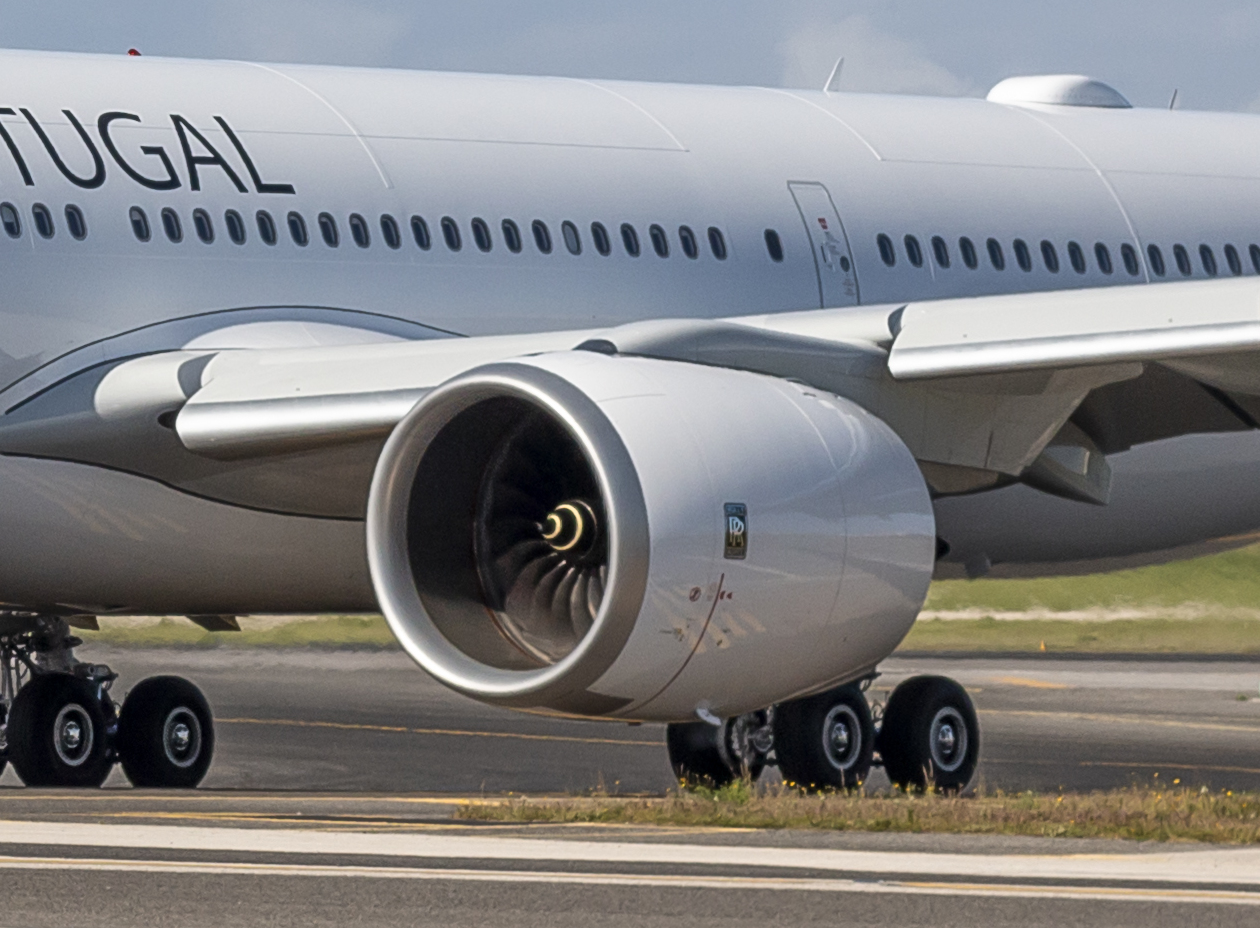
Rolls-Royce Trent 7000 dont le diamètre est supérieur mais permet une réduction de la consommation de carburant. TAP Air Portugal à Lisbonne.
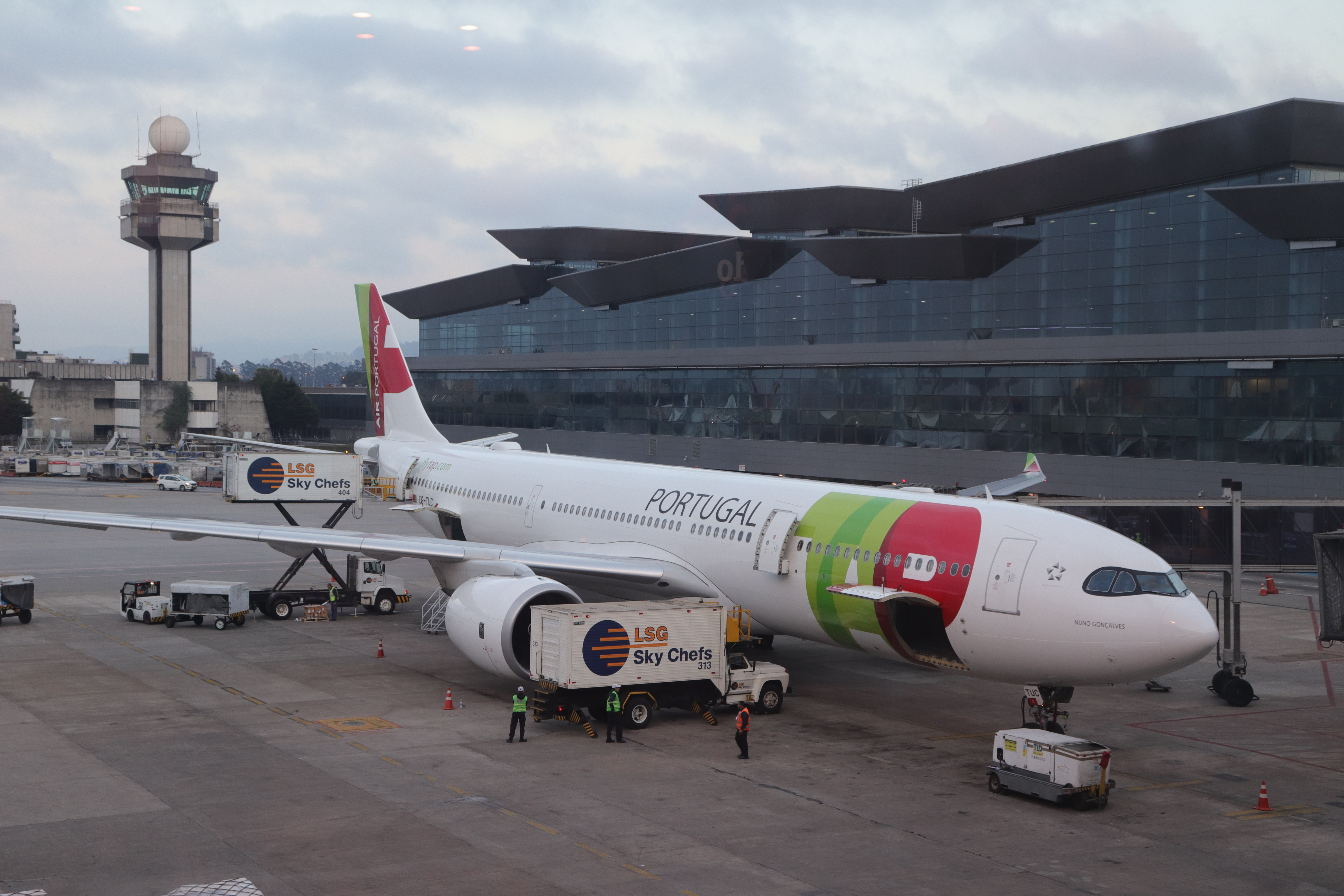
La version neo garde une grande capacité en version cargo.
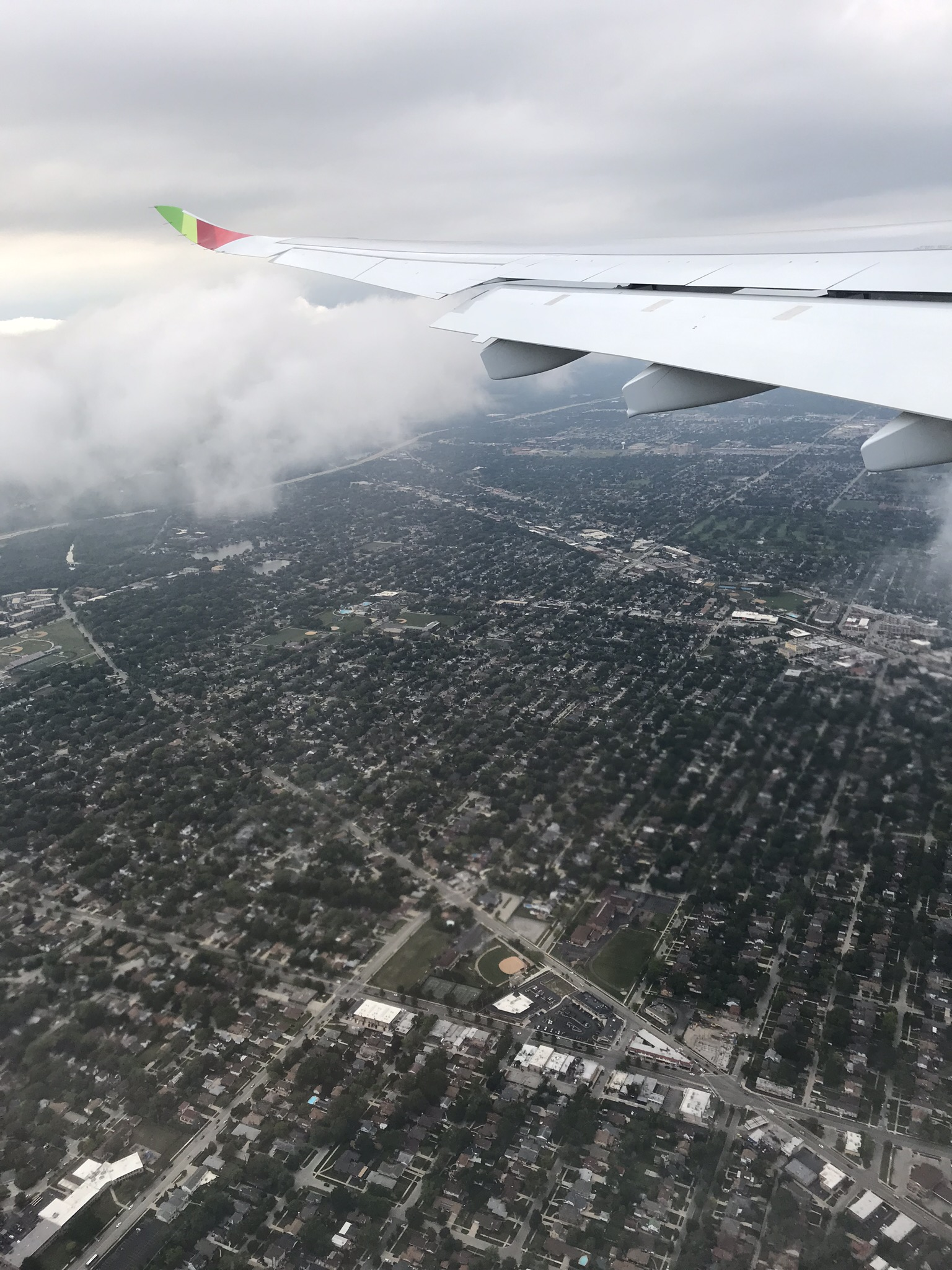
Un A330neo de TAP Air Portugal au-dessus de la banlieue de Chicago.